# Notation hongroise
La notation hongroise est, en programmation informatique, une convention de nommage des variables et des fonctions qui met en avant soit leur usage, soit leur type.
La désignation de cette convention qui conduit à des noms vraiment très exotiques dans un contexte de programmation anglais fait probablement référence à l’origine hongroise de son inventeur, Charles Simonyi,, programmeur chez Xerox puis architecte en chef au sein de Microsoft.
Par exemple, la variable booléenne danger est préfixée par un b pour indiquer un type booléen : bDanger. Autre exemple, la variable indexant un client, sera préfixée par un idx pour indiquer son usage : idxClient.
On distingue en principe deux notations hongroises :
- notation hongroise Apps
- notation hongroise Systems

## Notation hongroiseApps
C'est l'idée de préfixer le nom des variables de manière à indiquer son utilisation :
- rwPosition : variable représentant une ligne (row en anglais)
- usName : variable représentant une chaîne de caractères non sûre (unsafe string en anglais)

Cette notation fut utilisée notamment dans le langage BCPL car il n'y avait alors pas d'autres types que les 'word' machine.
L'intérêt évident de cette notation est qu'elle prévient le développeur, par simple convention, de la possible erreur dans l'usage de ses variables, juste par la lecture du code.
Ainsi, l'assignation de variable rwPosition = colOtherPosition signifie assigner une valeur de colonne (col) à une valeur de ligne (row).
Néanmoins, Microsoft recommande de ne pas utiliser la notation hongroise avec .NET.

## Notation hongroiseSystems
Cette notation utilisée couramment consiste à faire précéder le nom de la variable d'un préfixe reflétant son type.
Ce préfixe est toujours écrit en minuscule puis la première lettre suivante en majuscule.
Ce qui donne :
```
 
short n
Index;
 
char c
Char;
 
float* pf
Val;
```

Évidemment, il ne faut pas en abuser sinon elle devient inutile. Exemple : arpszTableau pour un tableau de pointeurs de chaînes de caractères.
```
préfixes	description

i		int (entier)
n		short int (entier court)
l		long int (entier long)
f		float (nombre à virgule flottante)
d		double (float double)
c		char (caractère)
b		boolean (booléen true/false)
by		byte (octet, caractère non signé)
w		word (mot = double octet)
dw		double word (double mot)
s		string (chaîne de caractères)
sz		zero-terminated string (chaîne de caractères terminée par un char zéro)
str		string object (objet String)
h		handle
o               object (objet)
pt		point
rgb		rgb triplet ou range of bytes
f		file (fichier)
fd	 	file descriptor (descripteur/pointeur de fichier)
v		void
```

```
modificateurs	description

u		unsigned (non signé)
p		pointer (pointeur)
a ou ar 	array (tableau)
m_		member variable (variable membre)
g_		global variable (variable globale)
s_		static variable (variable statique)
l_		local variable (variable locale)
```

Microsoft a introduit deux coutumes pour la notation hongroise Systems : utiliser trois caractères au lieu d'un pour qualifier une variable ou une constante, et commencer chaque nom par une majuscule au sein d'un mot comportant plusieurs noms.